# NGC 4404
NGC 4404 é uma galáxia elíptica (E-S0) localizada na direcção da constelação de Virgo. Possui uma declinação de -07° 40' 49" e uma ascensão recta de 12 horas, 26 minutos e 16,1 segundos.
A galáxia NGC 4404 foi descoberta em 20 de Março de 1789 por William Herschel.